# École du Yin-Yang
L'École du Yin-Yang est une des 6 écoles de la pensée chinoise classique. 

## Histoire

### Débuts
Les principes directeurs de l'École sont fort anciens. Le Yin et le Yang sont mentionnés déjà dans le Dao De Jing et la Théorie des Cinq éléments date d'au moins le Classique des documents. 
Ces principes sont érigés en système à l'époque des Royaumes combattants, les adeptes mettant également les Cinq éléments en rapport avec les Cinq Vertus. La personnalité dominante de ces débuts est le philosophe Zou Yan (305?-240 av. JC) de l'État de Qi.
Zou Yan va recourir aux notions de Yin et de Yang, ainsi qu'aux Cinq éléments, pour élaborer une vision cosmique de la consécution des périodes historiques et, partant, de l'alternance dynastique.

### La Dynastie Han
Contrairement à d'autres écoles, l'École du Yin-Yang n'est pas écartée par l'orthodoxie confucéenne lorsque celle-ci est constituée sous l'impulsion de l'Empereur Han Wudi (156-87 av. JC). Son influence se fait sentir notamment sur la cosmologie, Dong Zhongshu (179-104 av JC) élaborant l'idée de trinité entre le Ciel, la Terre et l'Homme (en la personne du Prince), dont l'activité harmonique assurerait l'ordre universel. 
Réagissant aux idées magiques de l'École, présentes déjà chez Zou Yan et encore influentes en son temps, Wang Chong (27 - 97 ?) dénonce ce qu'il voit comme la superstition, les fables et le mensonge. En empruntant des idées naturalistes au taoïsme (tout en laissant de côté les aspects plus spirituels), il rejette le rôle déterminant de l'homme qui n'occupe pas, selon lui, plus de place dans l'univers qu'une puce sous une robe. Cet effort critique n'est cependant pas poursuivi.